# ザ・ゴー!チーム
ザ・ゴー!チーム(英: The Go! Team) は、イギリスのヒップホップ/ロックバンド 。

## メンバー
- イアン・パートン：ギター、ハーモニカ他

リーダー。バンドの創設者。すべての作曲、サンプルアレンジをこなす。レディング出身。
- ニンジャ：ボーカル、ラップ、ドラム他

ナイジェリア人とエジプト人のハーフ。ロンドン出身。イギリス人。
- サム・ドゥーク：ギター
- Angela Won Yin Mak[2]：ボーカル、ギター
- Cheryl Pinero[2]：ベース
- Simone Odaranile[2]：ドラムス

### 旧メンバー
- シルキー・シュタイディンガー：ギター、キーボード、2ndドラム、メロディカ他

ドイツ出身。マルチ奏者。ギターポップバンド「KAPUTT」で活動。
- ジェイミー・ベル：ベース

ニューキャッスル出身。
- ツチダ・カオリ：ギター、サイドボーカル、ピアノ、メロディカ、たて笛、鉄琴

シルキー脱退後、入れ替わる形で参加。マルチ奏者。熊本県出身の日本人。マイク・ワットとのユニットFunanoriでも活動。日本及びヨーロッパにてyumiyumi（ギターポップ）というバンドで活動していた。只今産休中。
- カイ・フカミ・テイラー：ドラム、ボーカル他

日本出身の日本人。2015年5月31日、自身のTwitterにて「もうゴー！チームには関わっておりません。」とツイート。脱退後はゲーム業界における日本語ローカライズに携わる。

## 来歴
1999年頃、バンドでのドラム経験があり、番組制作の仕事をしていたイアン・パートンが、ブライトンの自宅で個人的な楽曲制作を開始。翌2000年、イギリスのインディーズレーベルPICKELD EGGよりGo! Team名義でEP『Get It Together』をリリース。その後、2001年から2002年頃までに、デビューアルバムの全体像をイアン1人で練り上げ、デモテープを各所に送り、メンフィス・インダストリーズと契約。2003年、デビューEP『Junior Kickstart』リリース。
2004年、フランツ・フェルディナンドのスウェーデン・ツアーのサポートとして出演依頼を受ける。1人でラップトップスタイルでのライブを敢行することも考えるも、バンド編成のほうが良いと決断しメンバーを募り始める。オーディションや知人の紹介などで約3週間でバンドメンバーを集めることとなり、サム、ジェイミー、フカミ、シルキー、ニンジャが正式メンバーに決定。ニンジャの採用に関しては、ヒップホップマニアで、優れたヴォーカリストであれば国籍は関係ないとし、慎重に選び抜いた結果だという。ここから男3名・女3名の6人編成となる。
2004年7月、シングル「The Power Is On」をリリース。サウス・バイ・サウスウエストに出演するなど、ロック・フェスティバル等への出演が増えはじめる。同年9月、デビュー・アルバム『サンダー・ライトニング・ストライク』を発表。多くの音楽ジャンルの特長を取り入れた斬新な音楽性は、英NME、米ローリング・ストーン、ビルボードなどの多くの音楽メディアから高い評価を受ける。
2005年、フジロック・フェスティバルホワイト・ステージにて初の日本公演。以降、多くのライブ、ロック・フェスティバルへの出演、ソニック・ユースのツアー・サポートなどを行いつつ、レコーディングを行う。2007年、グラストンベリー・フェスティバル出演。同年9月にセカンドアルバム『プルーフ・オブ・ユース』を発表。ポルトガル、オーストラリア他でライブ活動を行う。同年12月、2度目の日本ツアー。コーネリアス、HALFBYらのリミックスも収録された来日記念盤『ザ・ラース・オブ・マーシー（THE WRATH OF MARCIE）』を発売。
2008年夏、2度目のフジロック・フェスティバル出演。レッドマーキーを満員に埋め尽くした。2011年、ディアフーフのサトミやベスト・コーストのべサニーをゲストに迎えた4年ぶりとなるスタジオ・アルバム『ローリング・ブラックアウツ』をリリース。同年、イアン・パートンが日本のガールズユニット・ももいろクローバーZの「労働讃歌」を作曲。
2015年3月、4枚目のアルバム『ザ・シーン・ビトウィーン』を発売。このアルバムでは、ザ・ゴー!チームの原点に戻ってイアン1人で制作している。同年の日本ツアーには日本人メンバーは参加しない。

## バンド名
The Go Teamは、災害原因などを調査する人たちのことを意味し、“Go”の後に“!”を付け、イアンが命名。

## タイアップ

### CM
- ナイキ - 『Power Is On』2006年
- AXE - 『Get It Together』2007年
- 日産・キューブ - 『Feel Good By Numbers』2010年
- docomo dヒッツ（夜の街） - 『Titanic Vandalism』2013年

### ゲームBGM
- リトルビッグプラネット『Get It Together』2008年
- ウイニングイレブン2019

```
『MAY DAY』2019年
```